# Halowe Mistrzostwa Świata w Lekkoatletyce 2001 – skok w dal mężczyzn
Skok w dal mężczyzn – jedna z konkurencji rozgrywanych podczas halowych mistrzostw świata w lekkoatletyce w 2001, zmagania w niej odbyły się 11 marca.
Do konkursu zgłoszonych zostało 12 zawodników z 9 państw.
Zawody w tej konkurencji wygrał reprezentant Kuby Iván Pedroso. Drugą pozycję zajął zawodnik z Kajmanów Kareem Streete-Thompson, trzecią zaś reprezentujący Portugalię Carlos Calado.

## Wyniki
| Miejsce | Zawodnik                | Państwo           | Podejście | Podejście | Podejście | Podejście | Podejście | Podejście | Wynik | Uwagi |
| Miejsce | Zawodnik                | Państwo           | #1        | #2        | #3        | #4        | #5        | #6        | Wynik | Uwagi |
| ------- | ----------------------- | ----------------- | --------- | --------- | --------- | --------- | --------- | --------- | ----- | ----- |
| 01 !    | Iván Pedroso            | Kuba              | 7,95      | X         | 8,43      | X         | X         | –         | 8,43  | WL    |
| 02 !    | Kareem Streete-Thompson | Kajmany           | 8,16      | 8,16      | 6,27      | X         | –         | –         | 8,16  | NR    |
| 03 !    | Carlos Calado           | Portugalia        | 8,11      | 8,16      | X         | 8,12      | X         | 7,98      | 8,16  | NR    |
| 4.      | Peter Burge             | Australia         | 7,67      | 7,90      | X         | X         | 8,11      | X         | 8,11  | AR    |
| 5.      | Melvin Lister           | Stany Zjednoczone | 8,10      | X         | –         | –         | –         | X         | 8,10  | SB    |
| 6.      | Kevin Dilworth          | Stany Zjednoczone | 7,79      | 7,69      | 7,76      | 7,95      | 7,85      | 7,97      | 7,97  | SB    |
| 7.      | Władimir Malawin        | Rosja             | 7,12      | X         | 7,80      | X         | 7,93      | 7,94      | 7,94  |       |
| 8.      | Witalij Szkurłatow      | Rosja             | X         | 7,76      | 7,80      | X         | X         | 7,77      | 7,80  |       |
| 9.      | Luis Felipe Méliz       | Kuba              | 7,62      | 7,59      | 7,69      | NQ        | NQ        | NQ        | 7,69  |       |
| 10.     | Younès Moudrik          | Maroko            | X         | X         | 7,68      | NQ        | NQ        | NQ        | 7,68  |       |
| 11.     | Hussein Taher Al-Sabee  | Arabia Saudyjska  | 6,40      | X         | 7,53      | NQ        | NQ        | NQ        | 7,53  |       |
| 12.     | Petyr Daczew            | Bułgaria          | 7,45      | 7,45      | 5,55      | NQ        | NQ        | NQ        | 7,45  |       |